# Attraction animale
Pour plus de détails, voir Fiche technique et Distribution.
Attraction animale, ou Quelqu'un comme toi au Québec (Someone Like You) est un film américain réalisé en 2001 par Tony Goldwyn, avec Ashley Judd, Hugh Jackman et Greg Kinnear.

## Synopsis
Jane Goodale, jeune productrice de shows télévisés, n'a d'yeux que pour Ray Brown, le nouveau producteur exécutif de l'émission de Diane Roberts. Leur relation démarre sur les chapeaux de roues jusqu'à ce Ray se recroqueville, délaisse puis quitte Jane, sous prétexte qu'il n'a pu rompre avec son "ex". Sous le choc, Jane va généraliser son cas et en trouver une explication rationnelle... dans le comportement des bovins.

## Fiche technique
- Titre original : Someone Like You
- Titre français : Attraction animale
- Titre québécois : Quelqu'un comme toi
- Réalisation : Tony Goldwyn
- Scénario : Elizabeth Chandler, d'après l'œuvre de Laura Zigman
- Production : Fox 2000 Pictures & Lynda Obst
- Producteurs exécutifs : James Chory
- Assistant de production : Andrew Wesby
- Photographie : Anthony B. Richmond
- Décors : Dan Leigh
- Costumes : Michelle Matland & Ann Roth
- Directeur artistique: Fredda Slavin
- Montage : Dana Congdon
- Musique : Rolfe Kent
- Société de distribution : 20th Century Fox
- Budget : 23 millions $
- Genre : comédie romantique
- Durée : 97 minutes
- Dates de sortie :
  - États-Unis : 30 mars 2001
  - France : 5 septembre 2001

## Distribution
Légende : VF = Version Française et VQ = Version Québécoise
- Ashley Judd (VF : Juliette Degenne ; VQ : Julie Burroughs) : Jane Goodale
- Hugh Jackman (VF : Joël Zaffarano ; VQ : Gilbert Lachance) : Eddie Alden
- Greg Kinnear (VF : Bruno Choël ; VQ : Antoine Durand) : Ray Brown
- Marisa Tomei (VF : Caroline Jacquin ; VQ : Camille Cyr-Desmarais) : Liz
- Ellen Barkin (VF : Pauline Larrieu ; VQ : Marie-Andrée Corneille) : Diane Roberts
- Catherine Dent : Alice
- Peter Friedman : Stephen
- Laura Regan : Evelyn
- Tegan Summer : James